# Szolnok
Szolnok (tyska: Sollnock) är en stad i provinsen Jász-Nagykun-Szolnok i centrala Ungern. Staden är huvudort i provinsen Jász-Nagykun-Szolnok. Szolnok hade 71 285 invånare (2019).

## Historia
Området har varit bebott sedan antiken. Före ungerska erövringen av Pannoniska bäckenet var den bebodd av skyter, kelter och avarer. Ungrarna flyttade in i området under 900-talet.
Staden nämndes första gången 1075. Vid denna tiden var den huvudstaden i komitatet Szolnok. Den namngavs efter marskalken vid slottet. Under mongolernas invasion blev staden ödelagd, kung Béla IV flyttade nya invånare hit, men den fortsatte att vara en liten by i en lång tid.
Åren 1550–1551, då Osmanska riket hotade med att invadera landet, blev slottet befäst och en stadsmur byggdes. Osmanerna belägrade slottet som överlämnades till dem den 4 september 1552.
Osmanerna byggde moskéer, ett allmänt bad och en minaret i staden. De flesta byggnader har blivit förstörda sedan dess. Det enda turkiska codexet gjort i Ungern blev kopierat i Szolnok.
Staden befriades från det Osmanska riket år 1685, men den totalförstördes under revolutionen ledd av Frans II Rákóczy under det tidiga 1700-talet. Yttre Szolnok blev temporärt inräknat i Heves.
Szolnok började blomstra igen under 1700-talet. Kontrollen av floden Tisza och båttrafiken ökade stadens betydelse. Sedan 1847 har staden varit sammankopplad med Pest med järnväg.
Invånarna i Szolnok deltog i revolutionen mot Habsburgsstyret 1848–1849. Under slaget vid Szolnok besegrades österrikarna av Damjanichs arméer.
Efter ausgleich ökade stadens invånarantal och betydelse. År 1876 blev staden återigen huvudstad i sin provins. År 1879 hade staden redan 16 000 invånare.
Staden skadades under första och andra världskriget. Många av invånarna flydde, sovjetiska armén hittade bara ett fåtal i staden.
Under socialisttiden började åter staden blomstra. Fabriker byggdes, och turismens betydelse växte då tempererade bad öppnades.
Szolok fick stadsrättigheter med provinsrättigheter den 13 november 1990.

## Vänorter
Szolnok har följande vänorter:
- Baia Mare, Rumänien, sedan 1990
- Bielsko-Biała, Polen, sedan 1995
- Eastwood, Storbritannien, sedan 2006
- Forlì, Italien, sedan 1998
- Jinzhong, Kina
- Rakvere, Estland
- Reutlingen, Tyskland, sedan 1990
- Riihimäki, Finland, sedan 1969
- Sanmenxia, Kina
- Shoham, Israel, sedan 2001
- Yuza, Japan, sedan 2004